# Herb Karpacza
Herb Karpacza – jeden z symboli miejskich Karpacza.
Herb miasta stanowi tarcza herbowa trójdzielna: tarcza jest dwudzielna w pas i dodatkowo dolne pole tarczy jest dwudzielne w słup. W górnym polu czerwonym szczyt Śnieżki barwy błękitnej z wschodzącym nad nim słońcem barwy złotej. W prawym dolnym polu zielonym trzy świerki barwy brązowej, kolejno następny nieco większy od poprzedniego. W lewym dolnym polu barwy błękitnej trzy ryby srebrne w słup, skierowane w prawo. W głowicy barwy czarnej umieszczony jest napis "KARPACZ" barwy srebrnej.
Obecny wzór herbu Karpacza reguluje uchwała z 2005 r.
Herb Karpacza nie spełnia reguły alternacji heraldycznej.
Spotykane są inne  wzory herbu także o poprawnych heraldycznie barwach: W polu górnym błękitnym góra srebrna, za którą słońce złote wschodzące, pole dolne pierwsze złote, na zielonej murawie trzy świerki takiej samej barwy, w drugim błękitnym trzy srebrne ryby w słup.